# 조약

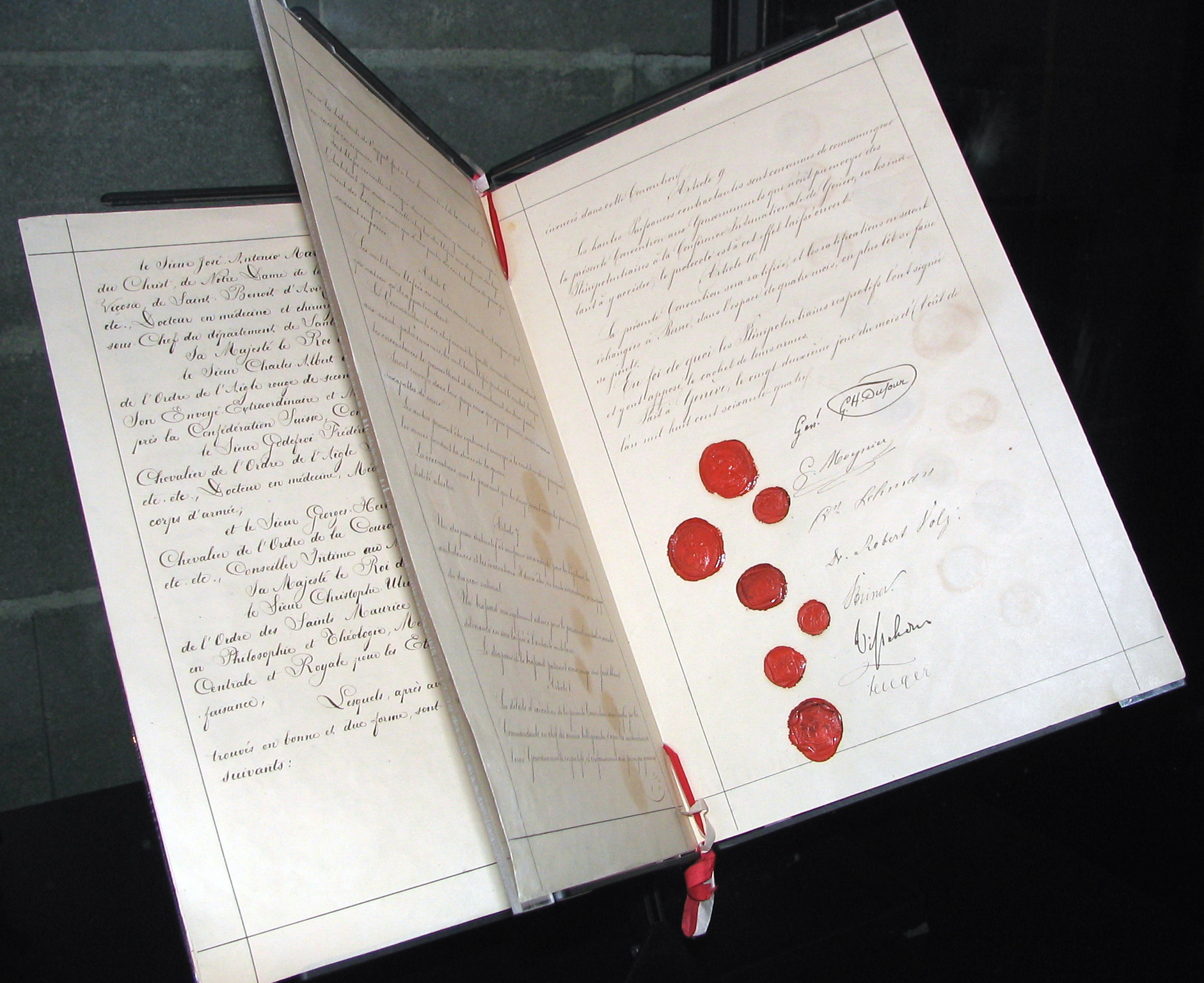

조약(條約)이란 나라와 나라 사이에 맺은 법적 구속력을 가지는 약속이다. 조약은 국가가 의회등을 통해 비준하면 그 국가의 법이 된다.
국제조약(國際條約)이란 명칭과 관계없이 국가와 국제기구가 필요에 의해 상호 합의하여 지키기로 약속한 국제적 합의를 말한다.
일종의 국가간 계약과 같은 것으로, 서로 약속한 내용을 지켜야 하므로 법적 준수가 보장되는 것이다. 조약에는 그 당사국의 수에 따라 다자적(多者的, multilateral)인 것과 양자적(兩者的, bilateral)인 것이 있다. 예컨대 유엔 헌장은 유엔에 가입한 모든 국가에게 규범적 구속력을 갖는 다자적 국제조약으로, 회원국은 유엔 헌장에 규정된 내용을 충실히 이행하여야 한다. 이에 비해 예를 들어 한국과 미국 간의 과학기술협력에 관한 협정 같은 것은 한국과 미국 간에만 적용되는 양자적인 것이다. 그리고 조약의 명칭에 대해서도 매우 다양한 용어가 사용되고 있다. 조약, 협약, 협정, 규약, 규정, 헌장 등등의 용어가 사용되고 있는데, 이러한 용어의 다양성은 해당 조약의 효력에 별다른 영향을 끼치진 않는다.

## 의의
조약이란 국제법 주체들이 국제법 규율 아래 법적 구속력을 받도록 체결한 국제 협정이다. 1969년 조약법에관한비엔나협약에 따르면 조약이란 "단일 또는 둘 이상 관련된 문서에 구현되는지 여부와 그 명칭이 어떠한지에 관계 없이 국가 사이에 서면 형식으로 체결되면서 국제법에 따라 규율되는 국제적 합의로 정의된다.

## 조약법의 법원
조약법협약은 상당수가 오랫동안 관습법으로 적용되어 온 것을 성문화한 것이다. 1969년 조약법에 관한 비엔나 협약은 조약법의 가장 중요한 법원이다. 이 협약은 국가간에 체결된 조약에만 적용되며 국가와 국제기구 또는 국제기구 사이에 체결된 조약은 1986년 비엔나 협약이 적용된다.

## 조약체결절차
조약의 일반적 체결절차는 (i) 조약본문의 채택과 인증, (ii) 조약의 구속을 받겠다는 동의 및 이 결정의 국제적 통보, (iii) 조약의 효력발생, (iv) 조약의 등록 및 공고의 4단계가 있다.

## 채택방법
국제회의에서의 특별한 채택 방법은 다음과 같다.
1. 표결에 의하지 않는 방법: 총의
2. 표결에 의하는 방법
3. 일괄타결방식(package deal)

## 인증(확정)절차
조약문의 인정 또는 확정이란 그 조약문이 진정하고 최종적인 것으로 공식적으로 확인하는 절차를 말한다. 인증은 조약문에 규정되어 있거나 교섭국이 합의한 절차가 있으면 그 방법에 의한다. 그러한 방법이 없는 경우 교섭에 참여한 국가대표의 서명, 가서명, 조건부서명에 의한다. 가서명이란 추후 정부에 의한 최종 검토를 유보하면서 조약문을 인증하는 것으로서 추후에 정식서명을 요한다. 조건부 서명은 정부의 승인을 조건으로 하는 서명을 말한다.

## 분류
(1) 성질상 분류
- 입법조약: 체약국이 동일한 목적을 향해 동일한 내용의 권리의무를 규정한 조약
- 계약조약: 서로 다른 목적의 달성을 위해 서로 대립하는 권리의무를 규정한 조약

(2) 당사자 수에 의한 구분
- 보편조약: 모든 국가가 참가한 조약으로 실재로 존재하지 않는다.
- 일반조약: 대다수의 국가가 참가한 조약으로 유엔헌장이 한 예이다.
- 특별조약: 2국내지 소수국간의 조약

(3) 제3국 가입의 용인에 따른 분류
- 개방조약: 제3국 가입 용인
- 폐쇄조약: 제3국 가입 불허

(4) 조약체결 절차상의 구분
- 정식조약: 비준을 거친 조약
- 약식조약: 조약에서 비준을 생략하고, 서명만으로 구속적동의표시가 함께 이루어지는 간의형식의 합으로 체결된 조약이다.

(5) 주약체결 절차상의 구분
- 처분조약: 일회한도의 급부를 약속하고 그것으로써 조약목적이 달성되는 조약이다. (예: 국경획정조약)
- 영속조약: 장래에 걸친 계속적 급부와 행위를 목적으로 하는 조약(예: 동맹조약, 통상조약)

(6) 국내적 직접적용성에 따른 분류
- 자기집행조약: 국내적으로 적용되기 위하여 별도의 입법을 필요로 하지 않는 조약이다.
- 비자기집행조약: 국내적용을 위해서는 별도의 입법조치가 있어야 하는 조약이다.

## 유보
유보(reservation)이란 표현, 명칭 여하를 불문하고 조약의 서명, 비준, 수락, 승인, 가입시에 국가가 자국에 대하여 조약의 일부조항의 효력을 배제 또는 변경하기 위하여 행하는 일방적 선언을 말하며 다자조약에 친한 제도이다. 유보에 관련된 모든 행위는 문서로 하도록 되어 있다. 유보의 분류로는 조항의 유보(협의의 유보)와 해석의 유보, 적용영역의 유보, 시간적 유보 등이 있다.

### 연혁 및 취지
유보의 관행은 19세기 후반에 시작되었으며, 오늘날 다자조약의 발달과 국제관계의 복잡성에 수반하여 널리 행해졌다. 유보제도는 법공동체를 확장하기 위한 것인데, 당해 조약의 통일성을 저해하는 부정적인 측면도 있다.

### 유보의 제한
유보는 조약체결에 탄력성을 부여하고 조약의 적용범위를 확대시켜 주는 긍정적인 측면과 조약내용의 통일성을 저해하고 조약의 진정한 목적달성을 저해하는 위험성도 내포하고 있다. 강행규범의 경우 조약법협약에 규정되어 있지 않으나 유보할 수 없다고 본다.

## 조약의 체결과 효력발생
조약체결절차에 관해 확립된 규칙은 없으며 조약을 체결할 때마다 국가들의 합의로 그 절차가 이루어진다. 그러나 교섭 채택, 인증, 구속적 동의표시의 순서로 진행되는 것이 일반적이다.

## 조약문의 채택절차
조약문의 채택은 1969년 조약법협약에 정의되어 있지 않다. 일반적으로 채택은 조약의 형식과 내용에 관하여 의견의 일치가 이루어졌다는 공식적 행위이다.

## 조약의 명칭
조약의 명칭은 다양하지만 조약의 명칭을 정할 때에는 당사자국간의 합의에 의해서 정해지고 조약의 명칭에 따라 구속력이 크고 작음이 결정되는 것은 아니다.

### 협약
협약(Convention)은 다자적 성격을 지닌 정식 조약에 통상적으로 지정된 용어이다. 이 용어는 또한 국제 기구들의 기관들, 예를 들어 국제노동자회의(International Labor confrence)와 국제민간항공기구(ICAO)의 총회에서 채택된 문서도 포함된다.

### 의정서
의정서(Protocol)는 조약 또는 정식 협약보다 형식을 덜 갖춘 협정을 뜻하여 일반적으로 국가수반의 형식에 이루어지는 것이 아니다. 이 용어는 아래 문서들을 포함된다.
- 협약에 부수한 그리고 그것은 동일 협상자에 의해 작성된 조약문서를 말한다. 종종 '서명 의정서(Protocol of Signature)로 불리기도 하는 이 의정서는 협약에 특정 조항의 해석, 작은 성격의 보충규정, 협약에 포함되지 못하는 공식조항 또는 특정 서명국에 의한 유보와 같은 부수적 문제들을 처리한다. 이때 협약의 비준은 보통 의정서의 비준을 사실상 포함한다.
- 협약에 부수하는, 그러나 독립적인 성격과 작용을 가지며 별도의 비준을 요하는 조약문서를 말한다.
- 완전히 독립된 조약
- 어떤 견해의 일치에 이른 '양해각서' 또는 '의사록'(Proces-Verbal)으로 더 자주 불리는 것을 가리킨다.

### 협정
협정(Agreement)은 조약 또는 정식협약보다 형식을 덜 갖춘 조약문서이고 일반적으로 국가수반의 형식에 의해서 이루어지지 않는다. 제한적 범위에 그리고 보통 조약보다 당사자 수가 적은 협정에 적용된다. 또한 이것은 단순히 기술적·행정적인 성격의 협정에 이용되고, 정부 부서의 대표에 의해 서명되지만, 비준을 요하지 않는다.

### 조정
협정(Agreement)에 적용된 사항이 조정(Arrangement)에도 적용된다. 대략 임시적 또는 일시적 성격의 교류업무에 이용된다.

### 의사록
의사록(Proces-Verbal)은 본래 외교회의의 절차나 결론들의 개관을 모아놓은 것을 의미하였는데 지금은 당사국간의 합의에 이른 협정의 용어들을 기록한 것을 의미한다. 예를 들어 1892년 취리히에서 이탈리아와 스위스간의 상업조약의 조항들에 대한 견해 일치를 기록하기 위해 그들 국가의 대표에 의해 서명된 '의사록(Proces-Verbal)'이 있다. 또한 비준서의 교한이나 기탁을 기록하기 위해 또는 단순히 중요성이 낮은 행정적 협정을 위해서 협약에 약간의 변형을 주기 위해 사용된다. 이것은 일반적으로 비준을 요하지 않는다.

### 규정 또는 규칙
규정 또는 규칙(Statute)은 다음과 같다.
- 국제기구의 기능에 관련한 조직규정들을 모아놓은 것이다. 예를 들어 1945년 국제사법재판소의 규정이 있다.
- 특별한 실체의 국제적 감독하의 기능에 관한 국제협정에 의하여 규정된 규칙의 모음을 가리킨다.
- 일정한 규칙들을 시행하기 위하여 설명하여 놓은 협약의 부속적인 조약문서를 가리킨다. 예를 들어 1921년 바르셀로나에서 체결된 '통행의 자유에 관한 협약'에 부가된 '통행의 자유에 관한 규칙'을 들 수 있다.

### 선언
- 선언(Declaration)은 정식조약을 의미하기도 한다.
- 조약이나 협약의 조항을 해석하거나 설명하기 위해 첨부된 비공식적 조약문서
- 중요성이 낮은 문제에 대한 비공식적 협정
- 외교회의에 의한 결의이며 모든 국가들에 의해 준수되므로 몇가지 원칙 또는 요망사항들을 진술하여 놓은 것을 가리킨다. 예를 들어 1968년~1969년의 조약법에 관하여 비엔나 회의에서 채택된 '조약의 체결시 군사적·정치적 또는 경제적 강제를 금지하는 선언'이 있다. 이러한 선언들은 비준을 하기도 하고 안하기도 한다.

### 잠정협정
잠정협정(Modus vivendi)은 조금 더 영속적이고 상세한 성격의 기록들을 대체되기를 의도하는 일시적 또는 임시적 성격을 띤 국제협정을 기록한 조약이다. 대개 가장 비공식적인 방법으로 만들어지며 결코 비준을 요하지 않는다.

### 각서교환
각서교환(Exchange of notes)은 비공식적인 방법으로 최근에 매우 빈번히 채택되고 있는 것으로서 국가들이 어떤 양해에 서명하여 동의하거나 어떠한 의무들을 구속력 있는 것으로 간주한다. 때때로 교환각서는 관련 당사국의 외교 또는 군사적 대표를 통해 효력이 발생되기도 한다. 비준은 통상 요구되지 않지만 당사자들의 의도에 부합한다면 필수적인 것이 된다.

## 조약의 효력

### 조약의 효력발생요건

#### 국제법적 효력발생요건
비록 국회의 동의를 요하는 조약일지라도 국회의 동의를 얻지 않고 대통령이 비준하면 국제법적 효력이 발생한다. 다만 이러한 조약이 국내법적 효력도 갖는지에 대해서는 부정하는 견해가 일반적이다.

#### 국내법적 효력발생요건
체약국이 조약을 적용하고 그것을 따른다 해도 각국의 국내법에서 조약이 차지하는 지위는 다를 수 있다. 국제법은 원칙적으로 그 규범을 각국의 국내에서 실현하기 위한 고유한 수단을 갖지 않기 때문에 국제법규는 각국의 국내법질서에 편입 내지 변형되어 국내법규로서의 효력을 가지고 적용되는 것이 보통이다. 그러한 국제법의 국내적 실현을 위한 절차와 조건에 관해서 국제법상 일반적 원칙은 없고 각국의 헌법체제 또는 헌법실행에 일임되어 있는 것이 일반적이다.
대한민국의 경우, 국회의 동의를 요하는 조약은 국회의 동의를 얻은 후 대통령이 비준하여야 국내법적 효력이 인정된다. 만약 국회의 동의를 요하는 조약을 국회의 동의 없이 대통령이 비준한 경우, 어느 국가기관이 이 조약의 위헌 여부를 심사할 것이냐는 문제가 제기되지만, 이러한 조약은 법률적 효력을 보유할 예정이었다는 점을 고려하면 헌법재판소가 위헌심사의 주체가 될 것이다.

## 판례
- 남북사이의 화해와 불가침 및 교류 협력에 관한 합의서는 남북한 당국간에 체결,발효된 합의문서로서 국가간의 조약에 준하지 않는다.[2]
- 우리나라가 가입한 국제조약은 일반적으로 민법이나 상법 또는 국제사법보다 우선적으로 적용되지만, 적용대상은 조약에서 정한 바에 따라 엄격하게 판단하여야 한다[3].

## 같이 보기
- 조약법에 관한 빈 협약
- 교환공문